# James Dickey

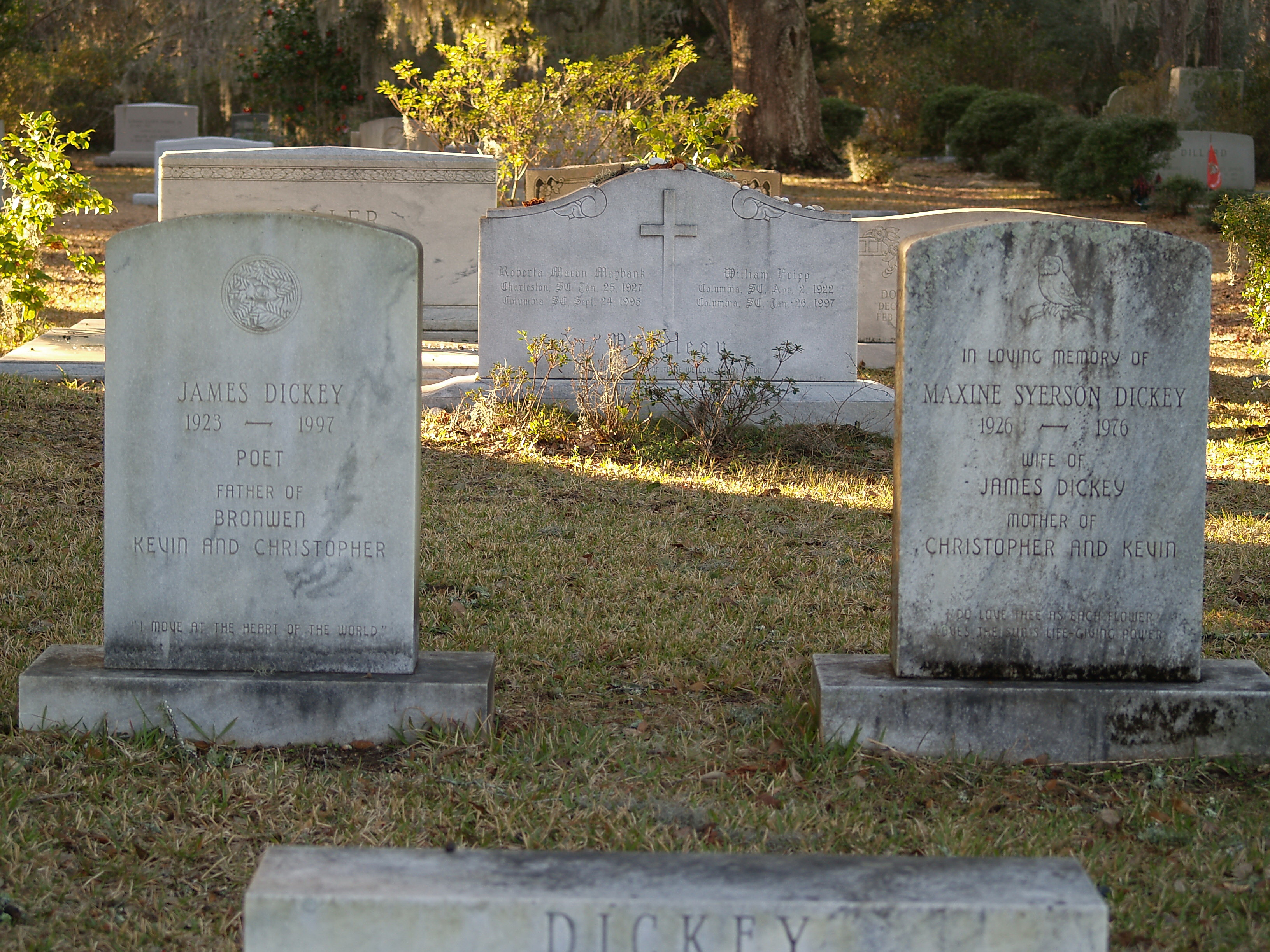
Dickeys Grab (li.) in Pawleys Island, South Carolina

James Lafayette Dickey (* 2. Februar 1923 in Atlanta, Georgia; † 19. Januar 1997 in Columbia, South Carolina) war ein US-amerikanischer Schriftsteller und Lyriker.
Dickey schloss seine Schullaufbahn 1941 kurz vor Eintritt der Vereinigten Staaten in den Zweiten Weltkrieg ab. Im Jahr darauf trat er den United States Army Air Forces bei. Nach seiner Rückkehr aus dem Kriegsdienst studierte er an der Vanderbilt University Englisch und Philosophie, bevor er erneut für die US Air Force während des 1950 ausgebrochenen Koreakrieges zum Einsatz kam. Anschließend arbeitete er als Dozent an verschiedenen Hochschulen in Texas und Florida, sowie bis 1960 in der Werbebranche. 1972 wurde er in die American Academy of Arts and Letters gewählt.
James Dickey wurde in den USA zuerst als Lyriker bekannt. In den folgenden Jahren veröffentlichte er regelmäßig Gedichtbände, verdiente seinen Lebensunterhalt jedoch mit Nebenjobs, Stipendien und Preisgeldern. Einen großen auch kommerziellen Erfolg hatte er mit seinem Roman Flussfahrt (original: Deliverance), der bald darauf mit Burt Reynolds und Jon Voight unter dem Titel Beim Sterben ist jeder der Erste verfilmt wurde. Er schildert hier die Kanufahrt von vier zivilisationsmüden Vorstädtern, die sich zu einem Alptraum aus Bedrohung und Mord entwickelt. Dickey spielte in dem Film selbst eine kleine Nebenrolle. Der Film wurde ein überwältigender Erfolg bei der Kritik und an der Kinokasse. Mit keinem seiner folgenden Werke, Lyrik und zwei weiteren Romanen, hat Dickey an den Erfolg von Flussfahrt anschließen können. Der Roman gilt unter Literaturkritikern als einer der besten und einflussreichsten US-amerikanischen Romane des 20. Jahrhunderts. Das Magazin Time nominierte ihn zu den besten 100 englischsprachigen Romanen, die zwischen 1923 und 2005 veröffentlicht wurden.

## Werke
- 1970: Flußfahrt (original: Deliverance)
  - verfilmt als Beim Sterben ist jeder der Erste (1972)
- 1976: Der Ruf der Wildnis (orig. The Call of the Wild) – Drehbuch nach dem gleichnamigen Roman von Jack London
- 1987: Alnilam
- 1993: Flucht zum weißen Meer (orig. To the White Sea)

## Auszeichnungen
- 1966: National Book Award (Poetry) für Buckdancer's Choice
- 1970: Mitglied der American Academy of Arts and Sciences